# Unie voor een Europa van Nationale Staten
De Unie voor een Europa van Nationale Staten (UEN) was van 1999 tot 2009 een fractie in het Europees Parlement.
De fractie was opgericht na de Europese Parlementsverkiezingen van 1999. Men huldigde het standpunt dat de Europese Unie een confederatie moest worden met vermijding van elk centralisme. Europa hoorde naar hun mening opgebouwd te worden uit soevereine democratische staten die in een statenbond hun diversiteit uitdragen en solidair zijn met de zwakkeren en het milieu.
De UEN bestond uit nationalistische, nationaal-conservatieve, conservatieve en populistische partijen.
Tijdens de zittingsperiode 2004-2009 telde de fractie oorspronkelijk 27 leden. Tijdens deze  periode groeide de fractie naar 44 leden, door de toetreding van (een deel van) de Europarlementariërs van de Lega Nord en de Liga van Poolse Gezinnen, die oorspronkelijk bij de Onafhankelijkheid en Democratie Groep fractie aangesloten waren, alsmede leden die zich hadden afgesplitst van de Poolse Boerenpartij en voorheen bij de EVP-ED fractie zaten en de, ook Poolse, Zelfverdedigingspartij. De opvallende groei van de UEN-fractie, waardoor ze de vierde in grootte was, nog voor de groenen en de communisten, was vooral veroorzaakt door de toetreding van de Poolse partijen, met name die partijen die de toenmalige rechtse regering van Polen steunden. Een deel van de Polen en de Italianen van Lega Nord was uit de Onafhankelijkheid en Democratiefractie gezet vanwege antisemitische en xenofobe opvattingen.
Veel van de partijen die deel namen aan de UEN-fractie waren ook lid van de Alliantie voor een Europa van Nationale Staten-partij.
Na de Europese parlementsverkiezingen van 2009 viel de fractie uiteen. Fianna Fáil vertrok naar de liberale ALDE, Tēvzemei un Brīvībai/LNNK en Prawo i Sprawiedliwość naar de nieuwe conservatieve ECR, en de Deense Volkspartij en Lega Nord gingen naar Europa van Vrijheid en Democratie.
Op 1 juli 2009 werd de fractie opgeheven.

## Leden
| Land       | Nationale partij                        | Zetels | Zetels | Zetels |
| Land       | Nationale partij                        | 1999   | 2004   | 2009   |
| ---------- | --------------------------------------- | ------ | ------ | ------ |
| Denemarken | Dansk Folkeparti                        | 1      | 1      | 1      |
| Frankrijk  | Rassemblement Pour la France            | 12     | [ 3 ]  | -      |
| Ierland    | Fianna Fáil                             | 6      | 4      | 4      |
| Italië     | Alleanza Nazionale                      | 8      | 8      | 8      |
| Italië     | Patto Segni                             | 1      | -      | -      |
| Italië     | Alleanza Siciliana                      | -      | 1      | 1      |
| Italië     | Lega Nord                               | -      | -      | 4      |
| Letland    | Voor Vaderland en Vrijheid/LNNK         | -      | 4      | 4      |
| Litouwen   | Lietuvos valstiečių liaudininkų sąjunga | -      | 1      | 1      |
| Litouwen   | Tvarka ir teisingumas                   | -      | 1      | 1      |
| Polen      | Prawo i Sprawiedliwość                  | -      | 7      | 7      |
| Polen      | Liga Polskich Rodzin                    | -      | -      | 5      |
| Polen      | Samoobrona                              | -      | -      | 5      |
| Polen      | Polskie Stronnictwo Ludowe              | -      | -      | 3      |
| Portugal   | Partido Popular                         | 2      | -      | -      |
| totaal     | totaal                                  | 30     | 27     | 44     |